# HD 39007
HD 39007，又名BD+09 978，SAO 113179、HR 2014，是一颗恒星，视星等为5.8，位于銀經196.98，銀緯-8.85，其B1900.0坐标为赤經5h 44m 32s，赤緯+9° -8.85′ 26″。